# Axoclinus nigricaudus
Axoclinus nigricaudus es una especie de pez de la familia Tripterygiidae en el orden de los Perciformes.

## Morfología
- Los machos pueden llegar alcanzar los 4,5 cm de longitud total.[2][3]

## Hábitat
Es un pez marino demersal de clima tropical que vive entre 0-3 m de profundidad.

## Alimentación
Come pequeños invertebrados y algas.

## Distribución geográfica
Se encuentra en el Golfo de California.

## Observaciones
Es inofensivo para los humanos